# Areios
Areios (či latinsky Arius, 256 – 336) byl křesťanský kněz a kazatel v alexandrijské čtvrti Baukalis. Od Areiova jména se odvozuje název arianismus jako jeden z heretických směrů 4. století.

## Život
Arius se narodil v Libyi, hlásil se ke škole Lukiána z Antiochie a byl knězem v Alexandrii. Je znám jako tvůrce první velké křesťanské hereze.
Arius byl vysvěcen na diákona alexandrijským biskupem Petrem I. Petrův nástupce, biskup Achillas (zemřel roku 313), jej vysvětil na kněze. Arius byl jedním z kandidátů na alexandrijský biskupský stolec. Jeho protikandidátem byl Alexandr, který se stal alexandrijským metropolitním biskupem (patriarchou). Kolem roku 318 vznikl teologický spor mezi Ariem a Alexandrem, Areios byl odsouzen alexandrijskou synodou. Našel zastání u Eusébia z Nikomédie, jemuž adresoval jeden ze svých dopisů. Po vyhnání z Alexandrie se jej ujal Eusebius z Kaisareie.
Císař Konstantin I. Veliký, jenž chtěl sjednotit nejen říši, ale také křesťanství, svolal první velký koncil do Nikaie, aby právě (ale nejen) otázku arianismu vyřešil. Ariovy teze byly znovu odmítnuty a jeho nauka byla prohlášena za heretickou. Arius byl poslán do exilu, odkud se chtěl vrátit do Alexandrie. To se mu ale už nepodařilo, především kvůli biskupu Alexandrovi, ale také díky jeho nástupci, rozhodnému bojovníku proti arianismu, Athanasiovi z Alexandrie.
Roku 335 byl Arius rehabilitován, ale než byl přijat zpět do církve, zemřel.

## Areiovy teze
Několik let po Ediktu milánském (313) se rozhořel spor mezi alexandrijským biskupem Alexandrem a jeho knězem Areiem ohledně vztahu mezi Bohem Otcem a Synem. Podle Areia je Bůh nestvořený či nezplozený (charakteristické znaky božství). Božský Syn nemůže být Bohem zcela rovným Bohu Otci, protože byl zplozen – Syn je jiný než Bůh. Je prvním Božím stvořením - Areios Syna nazývá „dokonalé Boží stvoření“ (ktisma tou theou teleion). Syn, Boží Slovo, byl totiž jako jediný přímo stvořen či zplozen Otcem. Prože byl zplozen a je tedy jiný než Bůh, v žádném případě s ním nemá stejnou podstatu (není homoousios) a není souvěčný s Bohem Otcem (Syn nebyl, dříve než byl zrozen, stvořen či založen; bylo, kdy Syn nebyl) . Pro Aria je plození a tvoření synonymem (viz Př 8,22-25). Ostatní stvoření Otec učinil skrze své Slovo, nejsou tedy stvořeny přímo Bohem Otcem.
Třetím stvořením je Duch svatý. Duch vstoupil do člověka Ježíše a zaujal v něm místo duše.

## Dějiny konfliktu
Počátky tzv. ariánského sporu se tradičně datují k roku 318, kdy se rozvinula diskuse o povaze vztahu Otce a Syna mezi alexandrijským biskupem Alexandrem a Areiem. Podle zprávy církevního historika Sókrata, když Alexandros vykládal kněžím v Alexandrii svou nauku o vztahu monas a trias, Arius obvinil Alexandra ze sabellianismu. Tzv. koncil téměř sta biskupů, jenž Alexander svolal, Aria exkomunikoval.
V prvních letech sporu si Areios získal přízeň Eusebia z Níkomédeie, jednoho z vlivných biskupů ve východní polovině římské říše. Po exkomunikaci a vyhnání z Alexandrie Areios našel útočiště u Eusebia z Kaisareie.
Po vítězství nad svým spoluvládcem Liciniem císař Konstantin I. Veliký usiloval o jednotu křesťanů v otázkách nauky. Roku 325 svolal koncil do maloasijského města Nikaie tzv. První nikajský koncil. Zde byla Ariova nauka znovu odmítnuta a označena za herezi.
Areios byl poslán do exilu. Od té doby až do své smrti Areios usiluje o rehabilitaci a přijetí do alexandrijské církve. Dostalo se mu podpory ze strany biskupa Eusebia z Nikomédie, ovšem přijetí do alexandrijské církve se nedočkal kvůli odporu biskupa Alexandra (zemřel 328) a po něm Athanasia (sv. Atanáš).
Roku 335 byl Areios císařským výnosem rehabilitován, podle historika Sókrata dokonce vyjádřil svůj souhlas s tím, že podepíše Nikájské vyznání. Avšak dříve než byl v Konstantinopoli přijat zpět do společenství církve, náhle zemřel.